# Dracophyllum fiordense
Dracophyllum fiordense är en ljungväxtart som beskrevs av Walter Reginald Brook Oliver. Dracophyllum fiordense ingår i släktet Dracophyllum och familjen ljungväxter. Inga underarter finns listade i Catalogue of Life.